# 冬にわかれて
冬にわかれて（ふゆにわかれて）は、日本のバンドユニット。2017年に結成したスリーピースバンド。
ユニット名は、尾崎翠の詩『冬にわかれて』の一節「冬にわかれて　私の春に住まなければならない』から。

## メンバー
- 寺尾紗穂(Vo,Pf)
- 伊賀航(Ba)
- あだち麗三郎(Dr,Sax)

## 作品

### シングル
- 耳をすまして＜完全限定生産盤＞（2017年08月02日 Pヴァイン）

### アルバム
- なんにもいらない（2018年10月17日 Pヴァイン）
- タンデム（2021年4月14日 こほろぎ舎）
- flow（2023年5月24日 こほろぎ舎）